# Stazione di Pontelandolfo
La stazione di Pontelandolfo è una stazione ferroviaria sita sulla linea Benevento-Campobasso e gestita da RFI al servizio del comune di Pontelandolfo.

## Storia
La stazione, inaugurata il 12 febbraio 1882, si trova sulla ferrovia Benevento - Campobasso.
Dopo diversi anni di chiusura, è tornata in esercizio nel 2018, grazie alla riapertura della ferrovia a fini turistici, venendo saltuariamente servita da treni storici di Fondazione FS Italiane.

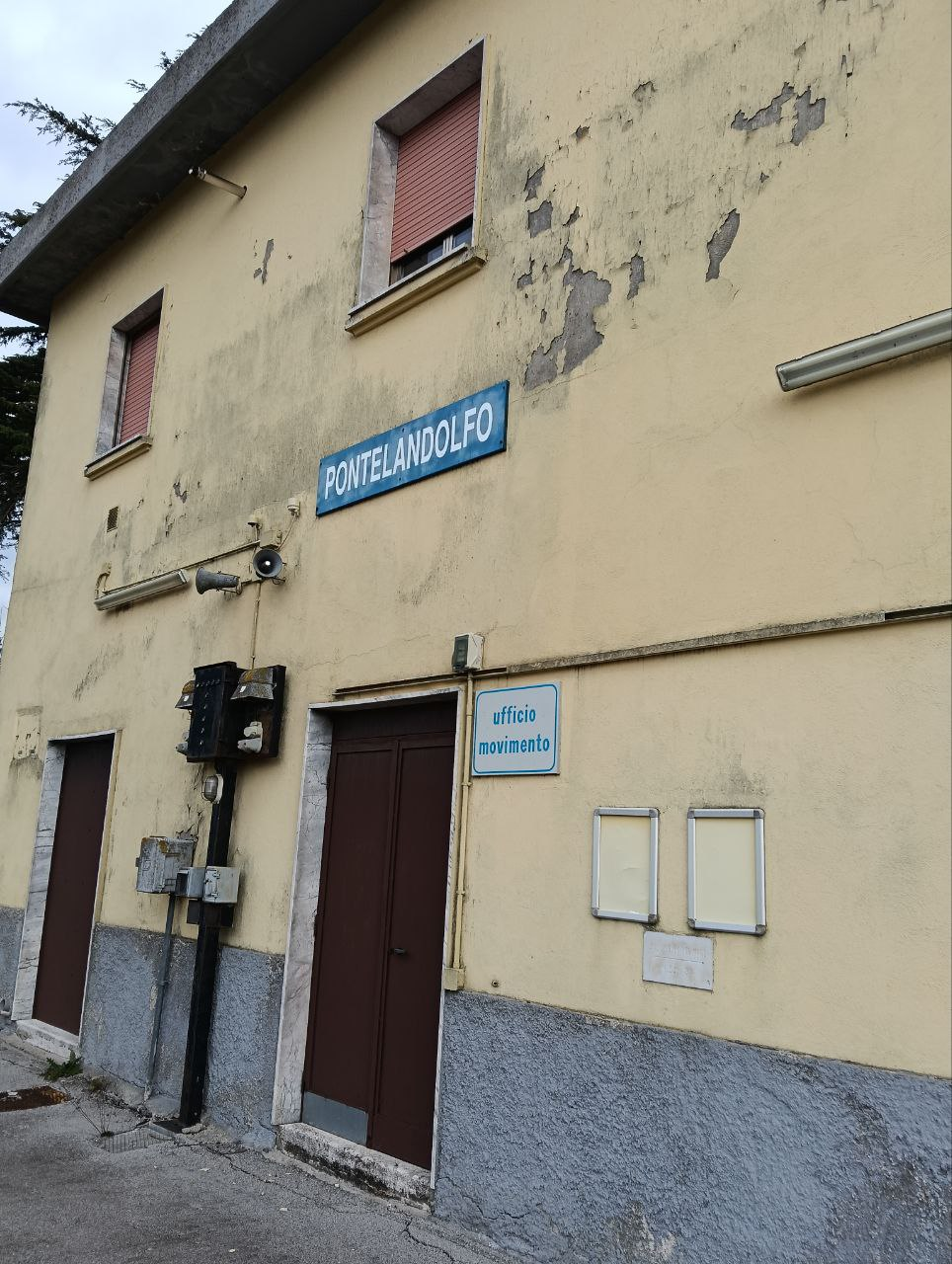
Pontelandolfo stazione, 2024

## Strutture e impianti
La stazione è composta da un fabbricato viaggiatori a due piani e due binari dotati di marciapiede per il servizio viaggiatori, più un tronchino e uno scalo abbandonati che servivano per il vecchio servizio merci.

## Movimento
La stazione, benché non vicinissima al centro abitato, ha goduto di un buon traffico, sia viaggiatori sia merci, fino al momento del boom del trasporto su gomma. Dopo l'ascesa del trasporto su gomma, la stazione di Pontelandolfo ha comunque mantenuto, rispetto ad altri scali minori, un discreto traffico passeggeri, mentre quello merci è terminato negli anni 1970.
Al 2024, era servita da 8 bus sostitutivi al giorno.